# دير سنبل (إدلب)
دير سنبل قرية أثرية سورية من ضمن القرى المنسية تقع إلى الشرق من بلدة إحسم بأربعة كيلومترات وهي عبارة عن موقع أثري يتبع محافظة إدلب السورية.

دير سنبل

يرقى تاريخ إنشائها إلى الفترة الرومانية البيزنطية، يعود تاريخ الموقع إلى النصف الأول من القرن الثاني الميلادي، وبلغ ذروة ازدهاره في القرن السادس الميلادي أحصي فيها حوالي (115) داراً، وأطلال خمس كنائس أفضلها حالاً البازليك الشمالية التي ترقى إلى القرن السادس الميلادي.
تحولت إلى مكان لتدريب الحرس الإمبراطوري الخاص بروما في الفترة الواقعة بين 284 ميلادية وحتى 305 ميلادية، وأمست كمثيلاتها من قرى وبلدات جبل الزاوية تحت الحكم البيزنطي من عام 330 ميلادية وحتى 637 ميلادية، وفي عام 637 ميلادية فتحها العرب-المسلمون، وفي عام 1098 ميلادية وقعت تحت الاحتلال الصليبي حتى حررها نور الدين زنكي عام 1149 ميلادية، وتعرضت لزلزال مدمر 1157 ميلادية، ومع كثرة الزلازل التي تعرضت لها كالزلزال الذي وقع في عام 1408 ميلادية وفي عام 1822 ميلادية، إلا أنّ قسماً من آثارها ما زال صامداً إلى اليوم.
فيلات ومساكن الاغنياء
الفيلات الفاخرة في دير سنبل حيث يوجد منها عدد كبير من مساكن الطبقة الراقية وانتشرت في الحي الغربي من المدينة، وكانت سكناً للأغنياء، وتتألف الواحدة من طابقين يتقدم بعضها رواق. لم يستعمل فيها أي نوع من الملاط أسقفها من القرميد وكان يستند على هيكل خشبي. لها أروقة محمولة على أعمدة مزخرفة، وشرفات حجرية، ونوافذ في كل الجوانب، وقد استعمل بنّاؤوها العقود والأقواس والأعمدة، وكانت النقوش والشعارات الدينية تزخرفها.
فوق الأبواب بلاطات بارزة للحماية من الأمطار، وبعض هذه الفيلات لا تزال بحالة جيدة، بينما الأخرى تهدمت بسبب الزلازل والحروب والتخريب البشري.
وهناك أيضاً مساكن عامة للشعب يتألف البيت من طابقين الأرضي كانت مساحته صغيرة، وأبوابه مزخرفة بالشعارات الدينية، وكانت المساكن متلاصقة.
دير سنبل من ضمن ما يسمى بالقرى المنسية في هذه المنطقة من سوريا. جميع هذه المدن مزودة بمعاصر زيتون وعنب وكما هو معروف ان سورية هي موطن شجرة الزيتون.
الاقتصاد { صناعي زراعي } 
كانت دير سنبل تزرع أشجار الزيتون والجوز واللوز والتين والسمسم، إضافة إلى الحبوب بأنواعها، وأهم زراعاتها الكرمة التي كانت تُستخرج منها أشهر الخمور لتصديرها إلى العاصمة البيزنطية القسطنطينية، وغيرها.
واشتهرت صناعة عصر الزيتون، واستخرجوا منه أنقى الزيوت، واستعملوه للغذاء والإنارة، وكانت معاصر الزيت والعنب، تُبنى تحت الأرض، لإخفاء العمال خوفاً من سوقهم للحرب ولأهمية هذه الصناعة، وكانت لديهم صناعة النسيج والحياكة، وصنع الأحذية، والنجارة والخزف، وكانت المحاصيل الزراعية والصناعية تُصدّر إلى أفاميا وأنطاكية، بينما كانت دير سنبل كمثيلاتها من مدن المنطقة القديمة تستورد من الأخيرة القرميد والخشب، من أجل بناء البيوت والكنائس والقبور، أخيراً تظهر الفلل الباذخة أنّ أهل دير سنبل كانوا أغنياء جداً، وظهر ذلك جلياً فيما تركوه من آثار فخمة.

## معرض الصور لدير سنبل